# بوب بنوا
بوب بنوا (بالإنجليزية: Bob Benoit)‏ هو لاعب البولنغ ‏ أمريكي، ولد في 1955م.